# Liste der Biografien/Az
Liste der Biografien |
Portal Biografien |
Personensuche
# |
A |
B |
C |
D |
E |
F |
G |
H |
I |
J |
K |
L |
M |
N |
O |
P |
Q |
R |
S |
T |
U |
V |
W |
X |
Y |
Z |
?
 
Aa |
Ab |
Ac |
Ad |
Ae |
Af |
Ag |
Ah |
Ai |
Aj |
Ak |
Al |
Am |
An |
Ao |
Ap |
Aq |
Ar |
As |
At |
Au |
Av |
Aw |
Ax |
Ay |
Az
Die Liste der Biografien führt alle Personen auf, die in der deutschsprachigen Wikipedia einen Artikel haben. Dieses ist eine Teilliste mit 475 Einträgen von Personen, deren Namen mit den Buchstaben „Az“ beginnt.

## Az
- AZ (* 1973), US-amerikanischer Eastcoast-Rapper
- Az Zahra, Keisha Fatimah (* 2003), aserbaidschanische Badmintonspielerin
- az-Zahāwī, Dschamīl Sidqī (1863–1936), irakischer Schriftsteller und Dichter
- az-Zahir Tatar († 1421), Sultan der Mamluken in Ägypten (1421)
- az-Zawahiri, Aiman (1951–2022), ägyptischer Terrorist
- az-Zubaidi, Muhammad Hamza (1938–2005), irakischer Politiker, Ministerpräsident des Irak
- az-Zubi, Abd al-Aziz (1926–1974), israelisch-arabischer Politiker

### Aza
- Aza Arias, Alberto (* 1937), spanischer Diplomat
- Azaad, Julián Amado (* 1990), argentinischer Beachvolleyballspieler
- Azabal, Lubna (* 1973), belgische Schauspielerin
- Azad (* 1973), deutsch-kurdischer RapperAzad (* 1973)

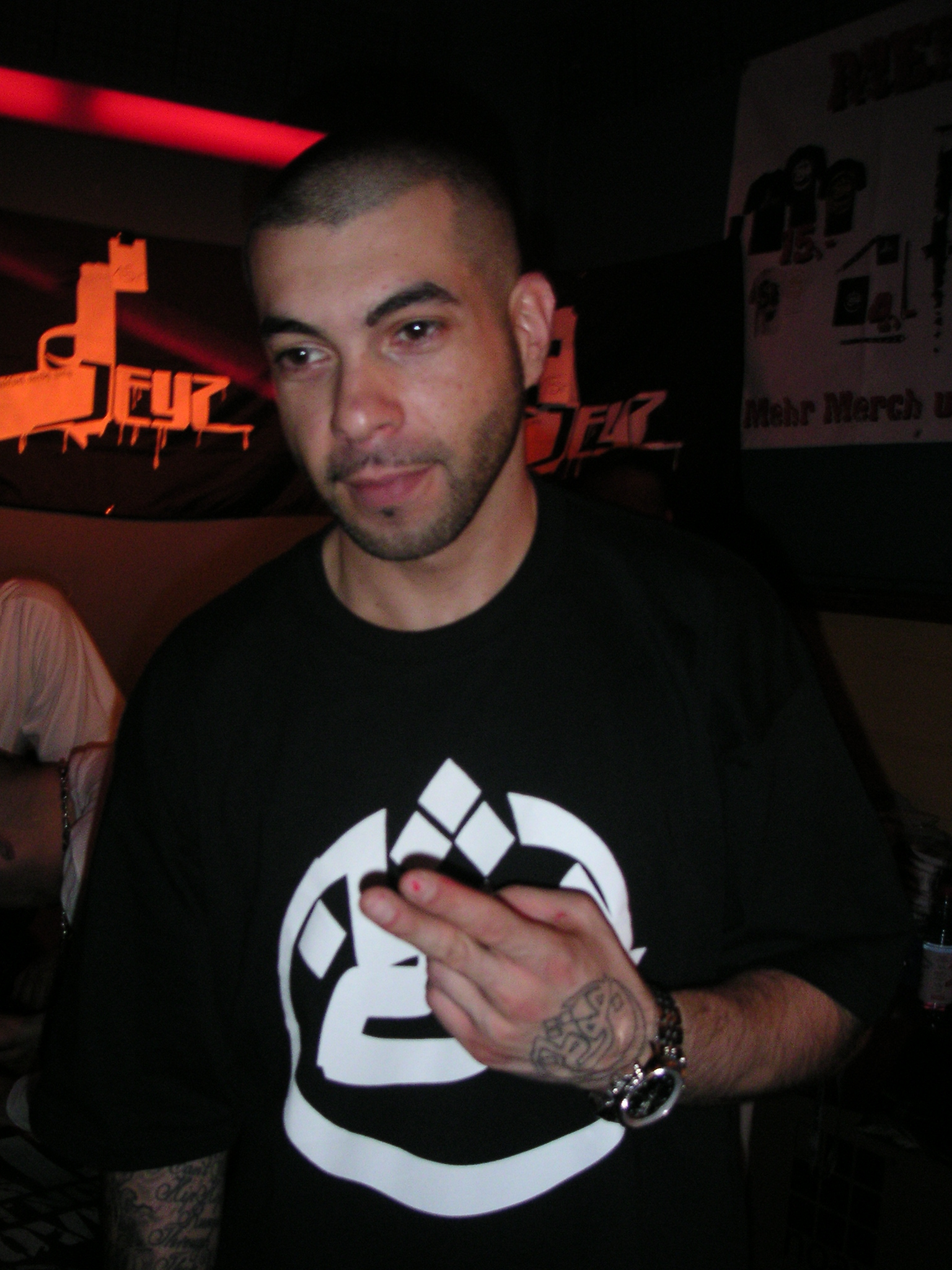
Azad (* 1973)

- Azad Tehrani, Mahmoud Mosharraf (1934–2006), iranischer Poet
- Azad, Abul Kalam (1888–1958), indischer Schriftsteller und Freiheitskämpfer
- Azad, Afshan (* 1988), britische Schauspielerin
- Azad, Bhagwat Jha (1922–2011), indischer Politiker
- Azad, Chandrashekhar (1906–1931), indischer Revolutionär und Unabhängigkeitskämpfer
- Azad, Ghulam Nabi (* 1949), indischer Politiker
- Azad, Humayun (1947–2004), bangladeschischer Autor, Dichter und Linguist
- Azad, Mohammad Khosh Heikal (* 1960), iranischer Diplomat
- Azadani, Alireza Nasr (* 1985), iranischer Taekwondoin
- Azadeh, Pooyan (* 1979), iranisch-deutscher Pianist
- Azadi, Samad (* 1971), deutscher Karateka
- Azadian, Bijan (* 1977), deutscher Pianist, Komponist, Autor und Arrangeur
- Azadzoy, Mustafa (* 1992), afghanischer Fußballspieler
- Azagra Labiano, Javier (1923–2014), spanischer Geistlicher, römisch-katholischer Bischof von Cartagena
- Azagthoth, Trey (* 1965), US-amerikanischer Death-Metal-GitarristTrey Azagthoth (* 1965)

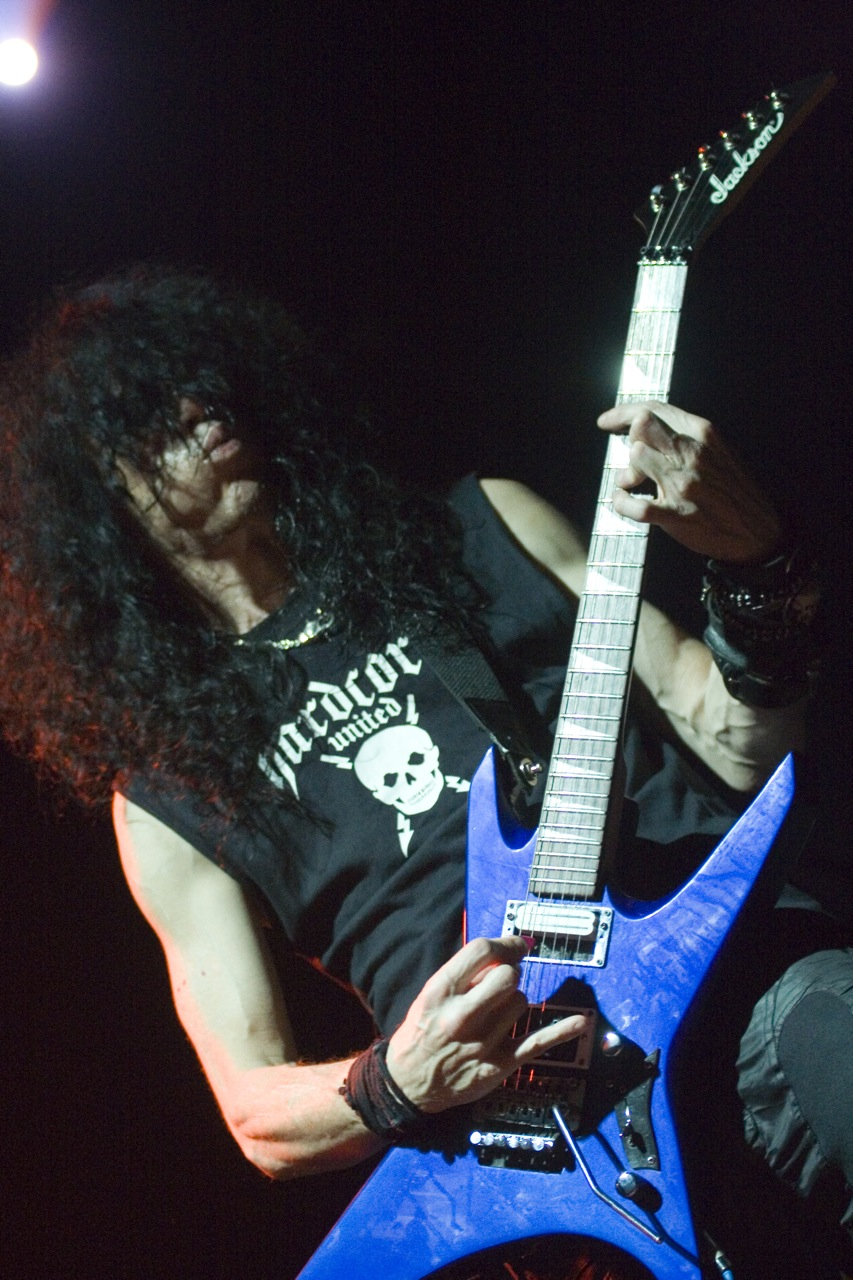
Trey Azagthoth (* 1965)

- Azahari bin Husin (1957–2005), mutmaßlicher indonesischer Terrorist
- Azaiez, Yasmine (* 1988), britisch-tunesische Musikerin (Geige, Gesang)
- Azaïs, Gabriel (1805–1888), französischer Regionalhistoriker und Lexikograf der okzitanischen Sprache
- Azaïs, Jacques (1778–1856), französischer Dichter okzitanischer Sprache
- Azaïs, Kévin (* 1992), französischer Filmschauspieler
- Azaitar, Ottman (* 1990), deutsch-marokkanischer MMA-Kämpfer, deutscher Meister in Thaiboxen
- Azaiza, Motaz (* 1999), palästinensischer Fotojournalist
- Azak, Burak (* 1991), türkischer Springreiter
- Azalaïs de Porcairagues, mittelalterliche Trobairitz
- Azalea, Iggy (* 1990), australische RapperinIggy Azalea (* 1990)

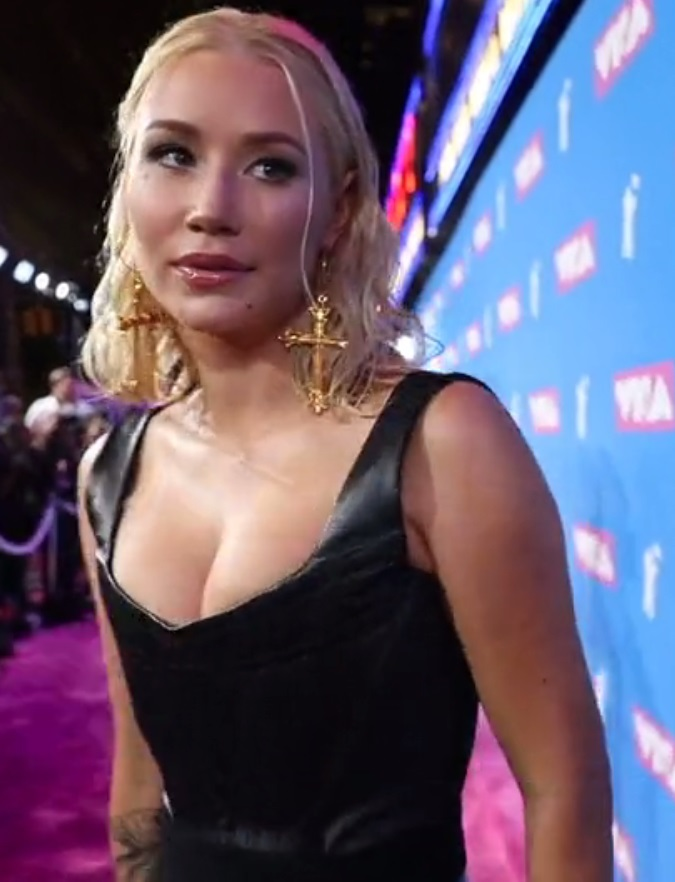
Iggy Azalea (* 1990)

- Azam, Babar (* 1994), pakistanischer Cricketspieler
- Azam, Geneviève (* 1953), französische Wirtschaftswissenschaftlerin und Aktivistin für attac
- Azama, Mew (* 1986), japanische Schauspielerin und Model
- Azamati, Benjamin (* 1998), ghanaischer Sprinter
- Azambre, Stéphane (* 1969), französischer Skilangläufer und Biathlet
- Azambuja, Diogo de (1432–1518), portugiesischer Seefahrer und Entdecker
- Azambuja, Jerónimo de († 1563), portugiesischer römisch-katholischer Theologe und Exeget des Dominikanerordens
- Azambuya, María (1944–2011), uruguayische Schauspielerin und Theaterregisseurin
- Azami, Muhammad Mustafa (1932–2017), indisch-saudi-arabischer Islamwissenschaftler und Hochschullehrer
- Azami, Rie (* 1989), japanische Fußballspielerin
- Aʼzamov, Gʻani (1909–2001), usbekisch-sowjetischer Theater- und Filmschauspieler
- Aʼzamov, Yoʻldosh (1909–1985), usbekisch-sowjetischer Schauspieler, Filmregisseur, Regisseur
- Azan, Muhd Asyraf (* 1988), malaysischer Squashspieler
- Azan, Zulhijjah Binti (* 1990), malaysische Squashspielerin
- Azaña, Jeremías (* 2000), argentinischer Squashspieler
- Azaña, Manuel (1880–1940), spanischer Politiker, Präsident während der Zweiten RepublikManuel Azaña (1880–1940)

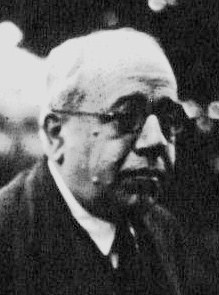
Manuel Azaña (1880–1940)

- Azancot de Menezes, Manuel, osttimoresischer Politiker und Hochschullehrer
- Azango, Mae (* 1972), liberianische Journalistin
- Azangue, Yannick Aubiège (* 1988), kamerunische Boxerin
- Azani, Vincenzo degli († 1557), italienischer Maler der Renaissance
- Azanza, Jorge (* 1982), spanischer Radrennfahrer und Sportlicher Leiter
- Azanza, Miguel José de (1746–1826), spanischer Vizekönig von Neuspanien
- Azaouagh, Ahmed (* 1994), deutsch-marokkanischer Fußballspieler
- Azaouagh, Mimoun (* 1982), deutscher Fußballspieler
- Azar Yazdi, Mehdi (1922–2009), iranischer Kinder- und Jugendbuchautor
- Azar, Alex (* 1967), US-amerikanischer Politiker, Unternehmer
- Azar, Amado (1913–1971), argentinischer Boxer
- Azar, Assi (* 1979), israelischer Moderator
- Azar, Dany (* 1973), libanesischer Paläoentomologe
- Azar, Faranak Parto (* 1988), iranische Mountainbikefahrerin
- Azar, Ibrahim (* 1961), palästinensischer Bischof der Evangelisch-Lutherischen Kirche in Jordanien und im Heiligen Land (ELCJHL)
- Azar, Léonide (* 1900), französischer Filmeditor
- Azar, Roger (* 1992), libanesischer Schauspieler
- Azar, Yossi, israelischer Informatiker
- Azara, Antonio (1883–1967), italienischer Politiker (DC), Mitglied des Senato della Repubblica
- Azara, Félix de (1746–1821), spanischer Offizier und Naturforscher
- Azara, Jo-El (1937–2023), belgischer Comiczeichner
- Azara, José Nicolás de (1730–1804), spanischer Politiker, Diplomat und Kunstmäzen
- Azarethes, persischer General
- Azari Qomi, Ahmad († 1999), iranischer Kleriker und Großajatollah
- Azari, Anna (* 1959), israelische Diplomatin
- Azari, Fedele (1895–1930), italienischer Maler und Pilot
- Azari, Zsolt (* 1986), ungarischer Eishockeyspieler
- Azaria, Alexandre (* 1967), britisch-französischer Komponist und Musiker
- Azaria, Hank (* 1964), US-amerikanischer Schauspieler und SynchronsprecherHank Azaria (* 1964)

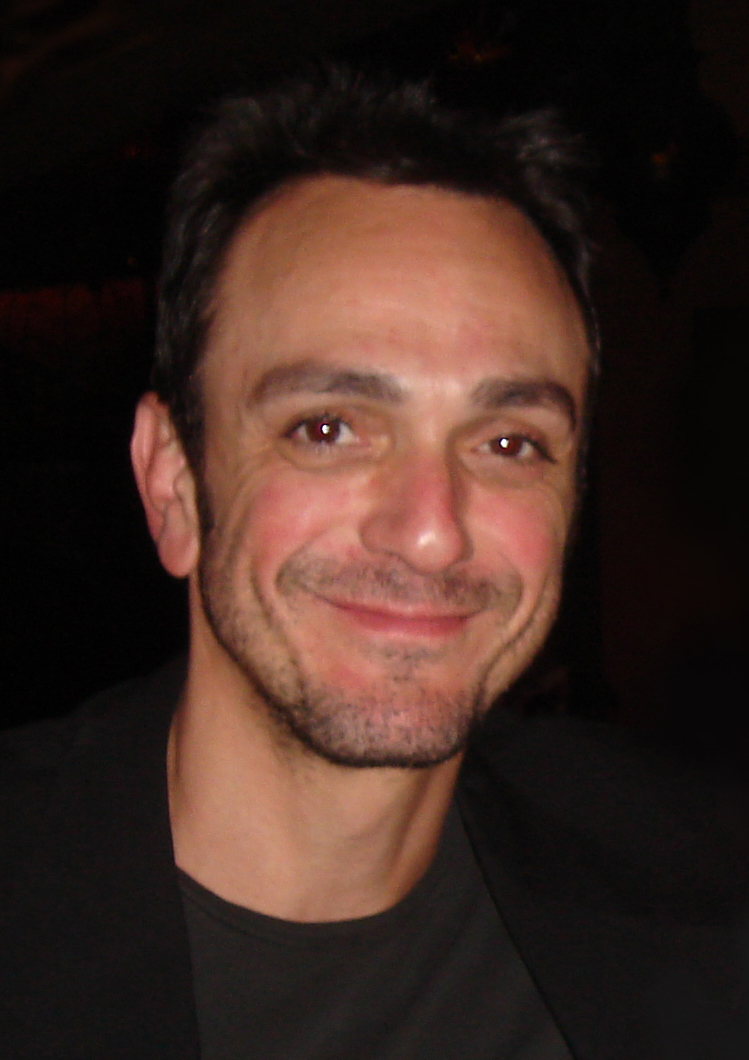
Hank Azaria (* 1964)

- Azaria, Rachel (* 1977), israelische Politikerin
- Azariah, Samuel (* 1949), pakistanischer Bischof
- Azariah, Vedanayagam Samuel (1874–1945), indischer Bischof
- Azarian, Aristaces (1782–1855), armenisch-katholischer Ordensgeistlicher und Generalabt der Mechitaristen von Wien
- Azarian, David (1952–2003), US-amerikanischer Jazzmusiker und Komponist
- Azarian, Stephano Bedros X. (1826–1899), Patriarch von Kilikien der Armenisch-katholischen Kirche
- Azarkan, Marouan (* 2001), niederländischer Fußballspieler
- Azarmidocht, Tochter des persischen Königs Chosrau II.
- Azaro, Walid (* 1995), marokkanischer Fußballspieler
- Azároff, Leonid V. (1926–2014), US-amerikanischer Kristallograph und Materialwissenschaftler
- Azarova, Svitlana (* 1976), ukrainisch-niederländische Komponistin
- Azatiwada, hethitischer Herrscher
- Azawi (* 1996), ugandische Sängerin und Tänzerin

### Azb
- ’Azb, Fayek ’Adly (1958–2021), ägyptischer Boxer
- Ažbe, Anton (1862–1905), slowenisch-deutscher MalerAnton Ažbe (1862–1905)

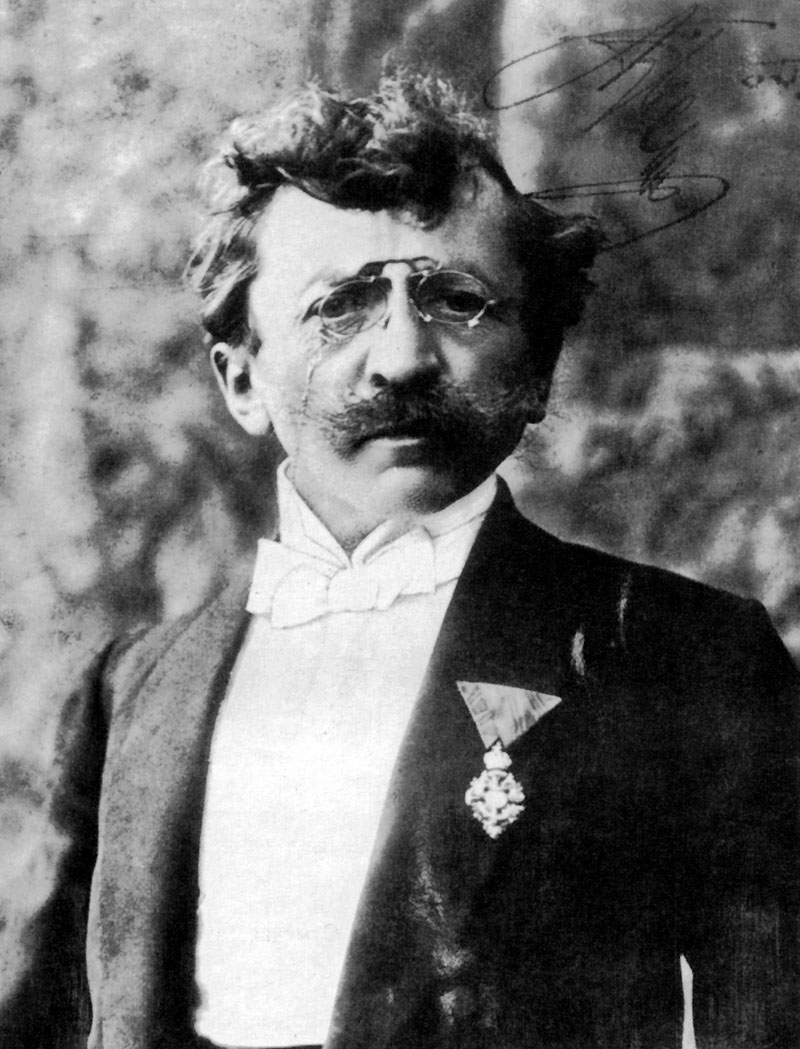
Anton Ažbe (1862–1905)

### Azc
- Azcárate y Freyre de Andrade, Fernando (1912–1998), kubanischer Ordensgeistlicher und Weihbischof in San Cristóbal de la Habana
- Azcárate, Manuel (1916–1998), spanischer Politiker, Autor und Journalist
- Azcárate, Pablo de (1890–1971), spanischer Diplomat und internationaler Jurist
- Azcarate, Penney S., US-amerikanische Richterin
- Azcárraga Jean, Emilio (* 1968), mexikanischer Unternehmer, CEO von Televisa
- Azcárraga Palmero, Marcelo (1832–1915), Ministerpräsident von Spanien
- Azcárraga Vidaurreta, Emilio (1895–1972), mexikanischer Medienunternehmer
- Azcona del Hoyo, José Simón (1927–2005), honduranischer Politiker, Staatspräsident von Honduras
- Azcona Hermoso, José Luis (1940–2024), spanischer römisch-katholischer Ordensgeistlicher, Prälat von Marajó
- Azcona, Abel (* 1988), spanischer Künstler
- Azcona, Ahikar, spanischer Schauspieler und Hörfunkmoderator
- Azcona, Edison (* 2003), dominikanisch-US-amerikanischer Fußballspieler
- Azcona, Rafael (1926–2008), spanischer Drehbuchautor
- Azcune, Hércules (1928–2004), uruguayischer Leichtathlet
- Azcuy, Isaac (* 1953), kubanischer Judoka

### Azd
- Azdasht, Adak (* 1989), iranisch-deutsche Synchronsprecherin

### Aze
- Azechi, Umetarō (1902–1999), japanischer Holzschnitt-Künstler
- Azecho († 1044), Bischof von Worms
- Azêdo, Benedito (1934–2020), brasilianischer Rechtsanwalt und Journalist
- Azeez, Azhar (* 1971), US-amerikanisch-indische Persönlichkeit des Islam in den Vereinigten Staaten, Präsident der Islamic Society of North America
- Azeez, Fatima (* 1992), nigerianische Badmintonspielerin
- Azeez, Ramon (* 1992), nigerianischer Fußballspieler
- Azegami, Daichi (* 1974), japanischer Skilangläufer
- Azegami, Naoko (* 1985), japanische Biathletin
- Azegami, Sana (* 2001), japanische Nordische Kombiniererin
- Azegami, Shōgo (* 2001), japanischer Nordischer Kombinierer
- Azeglio, Massimo d’ (1798–1866), italienischer Schriftsteller, Maler und Politiker
- Azelin († 1054), Bischof von Hildesheim (1044–1054)
- Azéma, Claude (1943–2021), französischer römisch-katholischer Geistlicher, Weihbischof in Montpellier
- Azéma, Jean-Henri (1913–2000), französischer Dichter
- Azéma, Jean-Pierre (1937–2025), französischer Historiker
- Azéma, Marc (1905–1954), französischer Autorennfahrer
- Azéma, Sabine (* 1949), französische SchauspielerinSabine Azéma (* 1949)

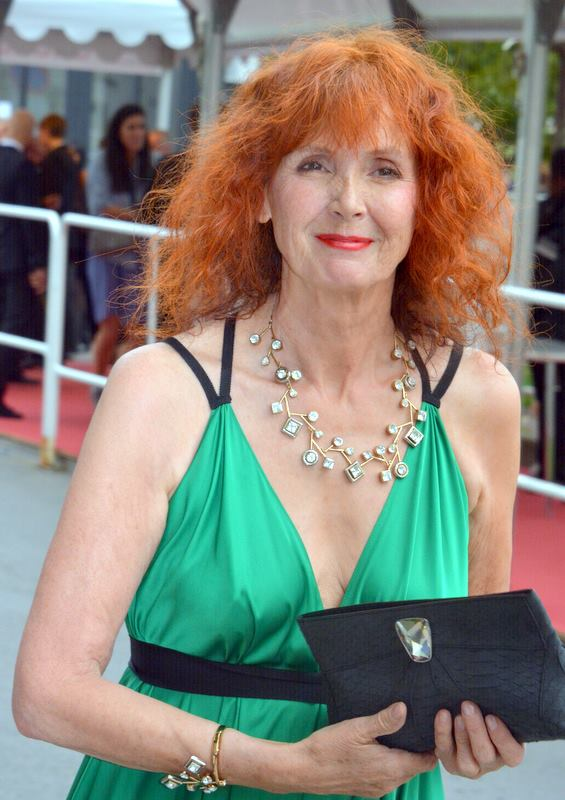
Sabine Azéma (* 1949)

- Azemah Ni’matul Bolkiah (* 1984), bruneiische Prinzessin, Polospielerin
- Azeman, Zafuan (* 1999), thailändisch-malaysischer Fußballspieler
- Azemard, Raymondson (* 1992), Fußballtorhüter (Turks- und Caicosinseln)
- Azemi, Abdulrahman al (* 2001), kuwaitischer Speerwerfer
- Azemi, Ahmad al- (* 1985), kuwaitischer Fußballspieler
- Azemi, Ilir (* 1992), albanisch-kosovarischer Fußballspieler
- Azemi, Mohammad al (* 1982), kuwaitischer Mittelstreckenläufer
- Azemia, Ned (* 1997), seychellischer Hürdenläufer
- Azemilkos, König von Tyros
- Azemoto, Ryūsei (* 1995), japanischer Dartspieler
- Azencot, Martine (* 1954), französische Schauspielerin
- Azer, Hany (* 1949), deutscher Bauingenieur
- Azeredo Perdigão, José de (1896–1993), portugiesischer Rechtsanwalt
- Azeredo, Mauro Mendes de (* 1937), brasilianischer Diplomat
- Azes I., indischer König
- Azes II., indischer König
- Azesberger, Kurt (1960–2020), österreichischer Opernsänger (Tenor), Lehrer und Kirchenmusiker
- Azet (* 1993), deutscher RapperAzet (* 1993)

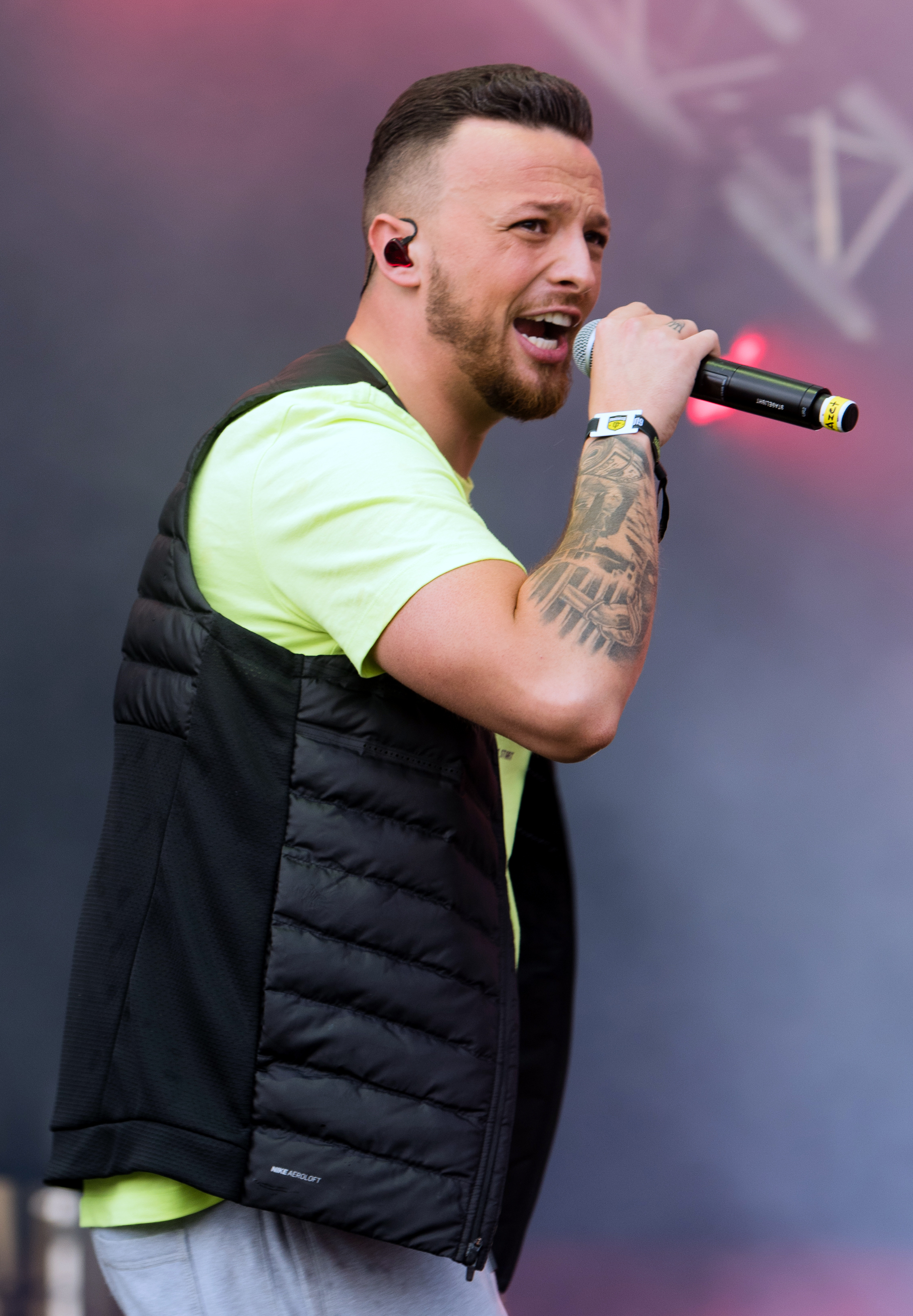
Azet (* 1993)

- Azevedo dos Santos, Felipe (* 1987), brasilianischer Fußballspieler
- Azevedo e Brito, Sebastião de, Gouverneur von Portugiesisch-Timor
- Azevedo e Sousa, José Pinto Alcoforado de († 1820), portugiesischer Gouverneur von Portugiesisch-Timor
- Azevedo Futuro, Henrique de (1886–1959), brasilianischer Brigadegeneral
- Azevedo Junior, Hernani (* 1994), brasilianischer Fußballspieler
- Azevedo Neto, José Clementino de (* 1960), brasilianischer Sänger
- Azevedo, Alexandre (* 2005), deutsch-portugiesischer Fußballspieler
- Azevedo, Alexis Jacob (1813–1875), französischer Musikkritiker und Musikschriftsteller
- Azevedo, Aluísio (1857–1913), brasilianischer Diplomat, Schriftsteller und Zeichner
- Azevedo, Álvares de (1831–1852), brasilianischer Schriftsteller
- Azevedo, Ana (* 1998), brasilianische Sprinterin
- Azevedo, Argemiro de (* 1952), brasilianischer Ordensgeistlicher und römisch-katholischer Bischof von Assis
- Azevedo, Artur (1855–1908), brasilianischer Journalist und Schriftsteller
- Azevedo, Belmiro de (1938–2017), portugiesischer Unternehmer und Milliardär
- Azevedo, Cátia (* 1994), portugiesische Sprinterin
- Azevedo, Diamantino Pedro (* 1963), angolanischer Bergbauingenieur und Politiker
- Azevedo, Emily (* 1983), US-amerikanische Bobfahrerin
- Azevedo, Filipa (* 1991), portugiesische Sängerin
- Azevedo, Geraldo (* 1945), brasilianischer Singer-Songwriter
- Azevedo, Guilherme de (1839–1882), portugiesischer Journalist und Lyriker
- Azevedo, Inácio de († 1570), portugiesischer Missionar aus dem Orden der Jesuiten, Märtyrer, Seliger
- Azevedo, Jorge (* 1950), brasilianischer Bogenschütze
- Azevedo, Jorge (* 1963), portugiesischer Badmintonspieler
- Azevedo, José, portugiesischer Badmintonspieler
- Azevedo, José (* 1973), portugiesischer Radrennfahrer und Sportlicher LeiterJosé Azevedo (* 1973)

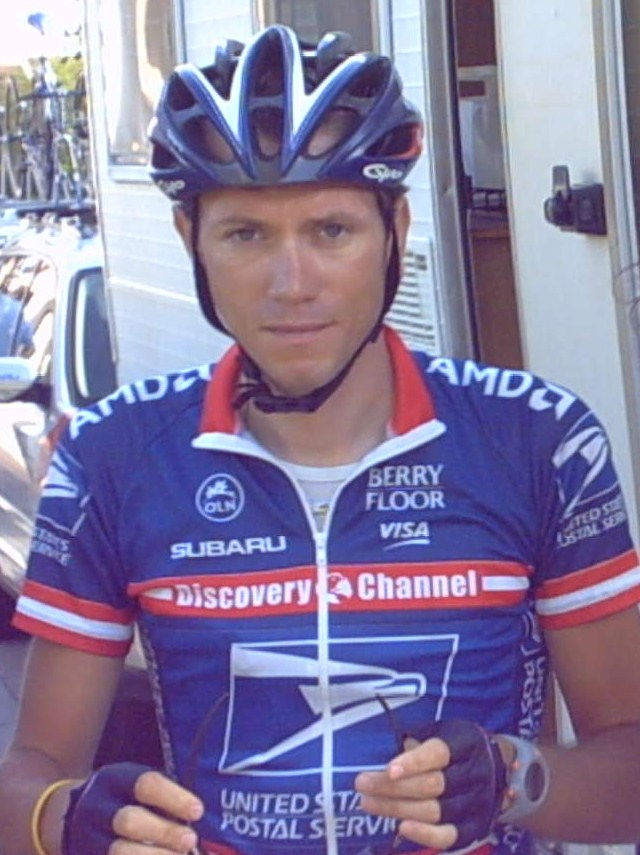
José Azevedo (* 1973)

- Azevedo, José Baptista Pinheiro de (1917–1983), portugiesischer Militär, Politiker und Ministerpräsident Portugals
- Azevedo, Justin (* 1988), kanadischer Eishockeyspieler
- Azevedo, Licínio (* 1951), brasilianischer Journalist, Schriftsteller, Drehbuchautor, Regisseur und Filmemacher
- Azevedo, Manuela (* 1970), portugiesische Sängerin
- Azevedo, Philadelpho (1894–1951), brasilianischer Jurist
- Azevedo, Ricardo (* 2001), Schweizer Fussballspieler
- Azevêdo, Roberto (* 1957), brasilianischer Generaldirektor der Welthandelsorganisation
- Azevedo, Tony (* 1981), US-amerikanischer Wasserballspieler
- Azevedo, Waldir (1923–1980), brasilianischer Komponist und Cavaquinhospieler
- Azevedo, Walmor Oliveira de (* 1954), brasilianischer Geistlicher, Erzbischof von Belo Horizonte
- Azevedo, Walter Ivan de (1926–2024), brasilianischer Ordensgeistlicher, römisch-katholischer Bischof von São Gabriel da Cachoeira

### Azg
- Azgaldjan, Leonid (1942–1992), armenischer Physiker und Militärkommandant
- Azgaou, Lahsen (* 1986), marokkanischer Fußballschiedsrichterassistent
- Azğar, Oğuzhan (* 1993), türkischer Fußballspieler

### Azh
- Azhar, Abdallah (1939–2015), marokkanischer Fußballspieler
- Azhar, Masood (* 1968), Gründer und Anführer der dschihadistischen Organisation Jaish-e-Mohammed
- Azhari Mohamed Ali (* 1954), Dichter und Aktivist aus dem Sudan
- Azhari, Gholam Reza (1912–2001), iranischer Politiker, Ministerpräsident des Iran
- Azhari, Ismail al- (1902–1969), sudanesischer Politiker
- Azharuddin, Mohammad (* 1963), indischer Cricketspieler und Mannschaftskapitän der indischen Nationalmannschaft
- Azhil, Ayman (* 2001), marokkanisch-deutscher Fußballspieler

### Azi
- Aziangbe, Kodjo Jean Claude (* 2003), togoischer Fußballspieler
- Aziawonou, Yao (* 1979), togoischer Fußballspieler
- Azier, Thomas (* 1987), niederländischer Sänger, Songwriter und MusikproduzentThomas Azier (* 1987)

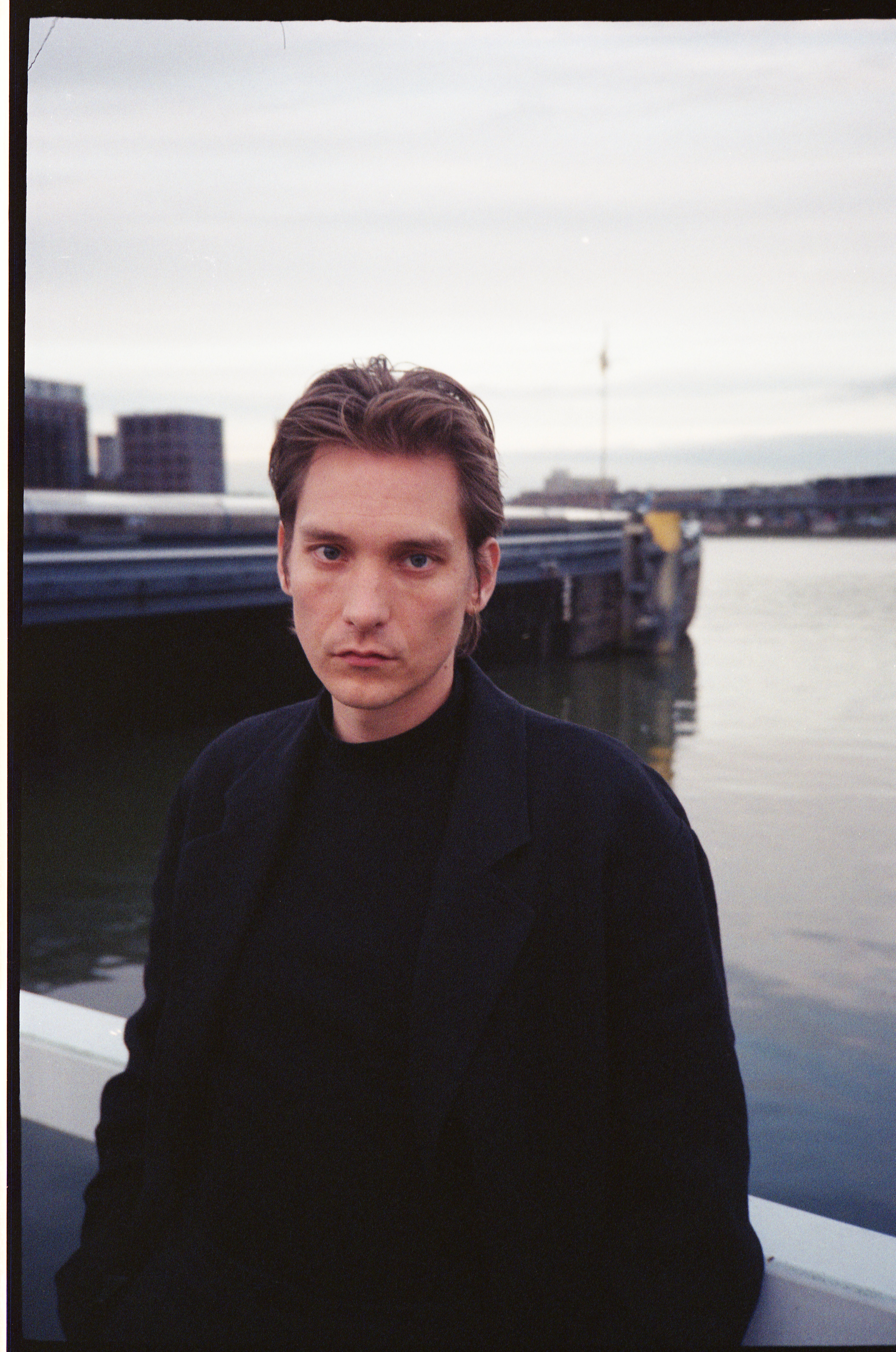
Thomas Azier (* 1987)

- Aziewicz, Tadeusz (* 1960), polnischer Politiker (Platforma Obywatelska), Mitglied des Sejm
- Aziez, Yasmina (* 1991), französische Taekwondoin
- Azikiwe, Nnamdi (1904–1996), nigerianischer Politiker (Staatspräsident)
- Azilises, indischer König
- Azim ush Shan (1664–1712), zweitältester Sohn Bahadur Shahs I.
- Azim von Brunei (1982–2020), bruneiischer AdligerAzim von Brunei (1982–2020)

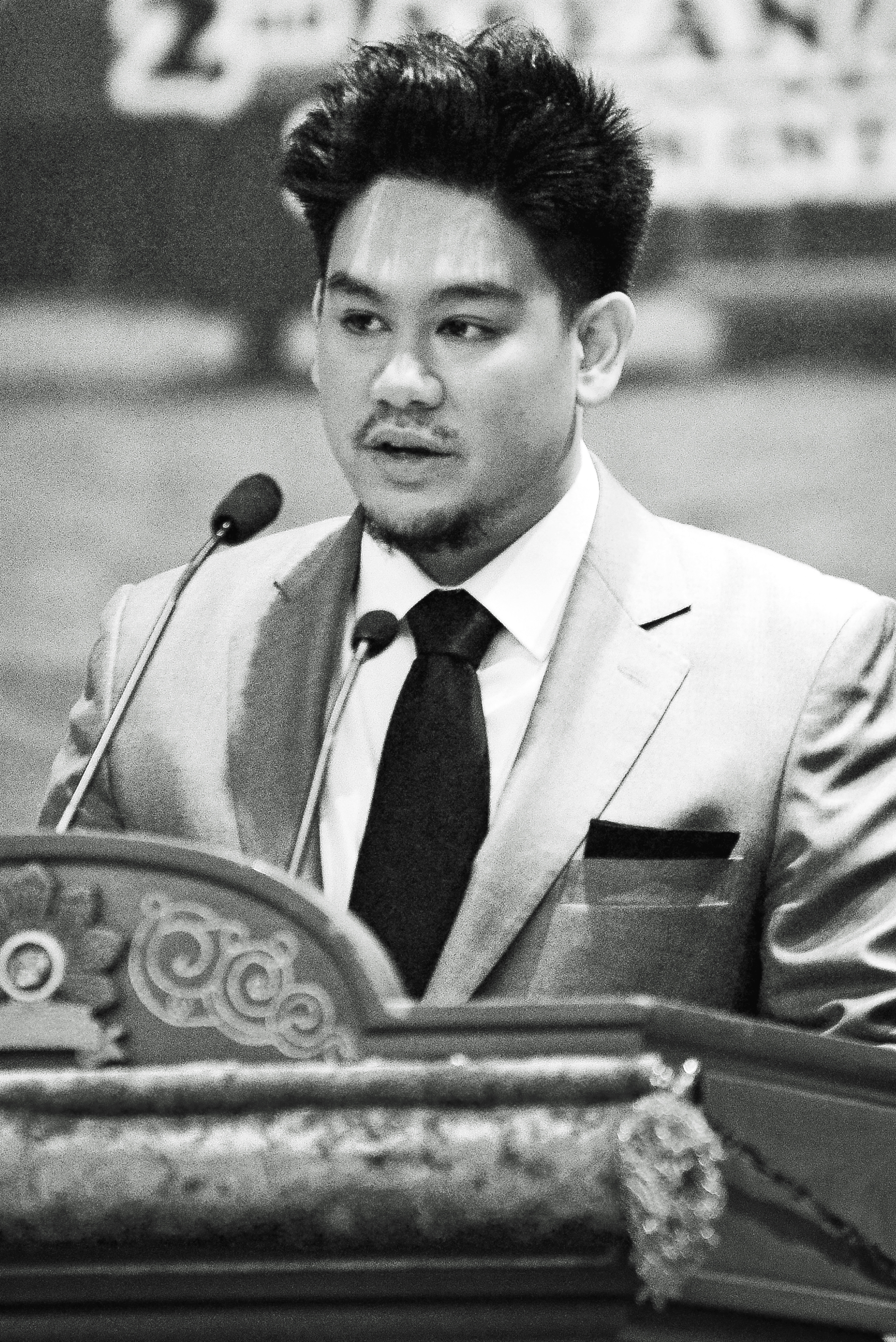
Azim von Brunei (1982–2020)

- Azim, Ramon (* 1987), österreichischer American-Football-Spieler
- Azima, Mohamed (* 1968), ägyptischer Fußballspieler
- Azimeraw, Degitu (* 1999), äthiopische Langstreckenläuferin
- Azimi, Abdul Shakur (* 1923), afghanischer Fußballspieler
- Azimi, Iradj (* 1942), französischer Regisseur iranischer Herkunft
- Azimov, Murotjon (* 1976), usbekischer Jurist und Politiker
- Azimov, Rustam Sodiqovich (* 1958), usbekischer Politiker, Finanzminister, stellvertretender Ministerpräsident Usbekistans
- Əzimzadə, Əzim (1880–1943), aserbaidschanischer Künstler und Karikaturist
- Azin, David (* 1990), deutsch-armenischer Fußballspieler
- Azina Chronides, Myrto (* 1961), zypriotische Medizinerin und Schriftstellerin
- Azincourt, Isembert d’ († 1415), Lehnsherr von Azincourt
- Azinger, Paul (* 1960), US-amerikanischer Golfsportler
- Azinović, Antonio (* 1992), kroatischer Fußballspieler
- Azinović, Zlatan (* 1988), schwedischer Fußballtorhüter
- A’zion, Odessa (* 2000), US-amerikanisch-deutsche Schauspielerin und SynchronsprecherinOdessa A’zion (* 2000)

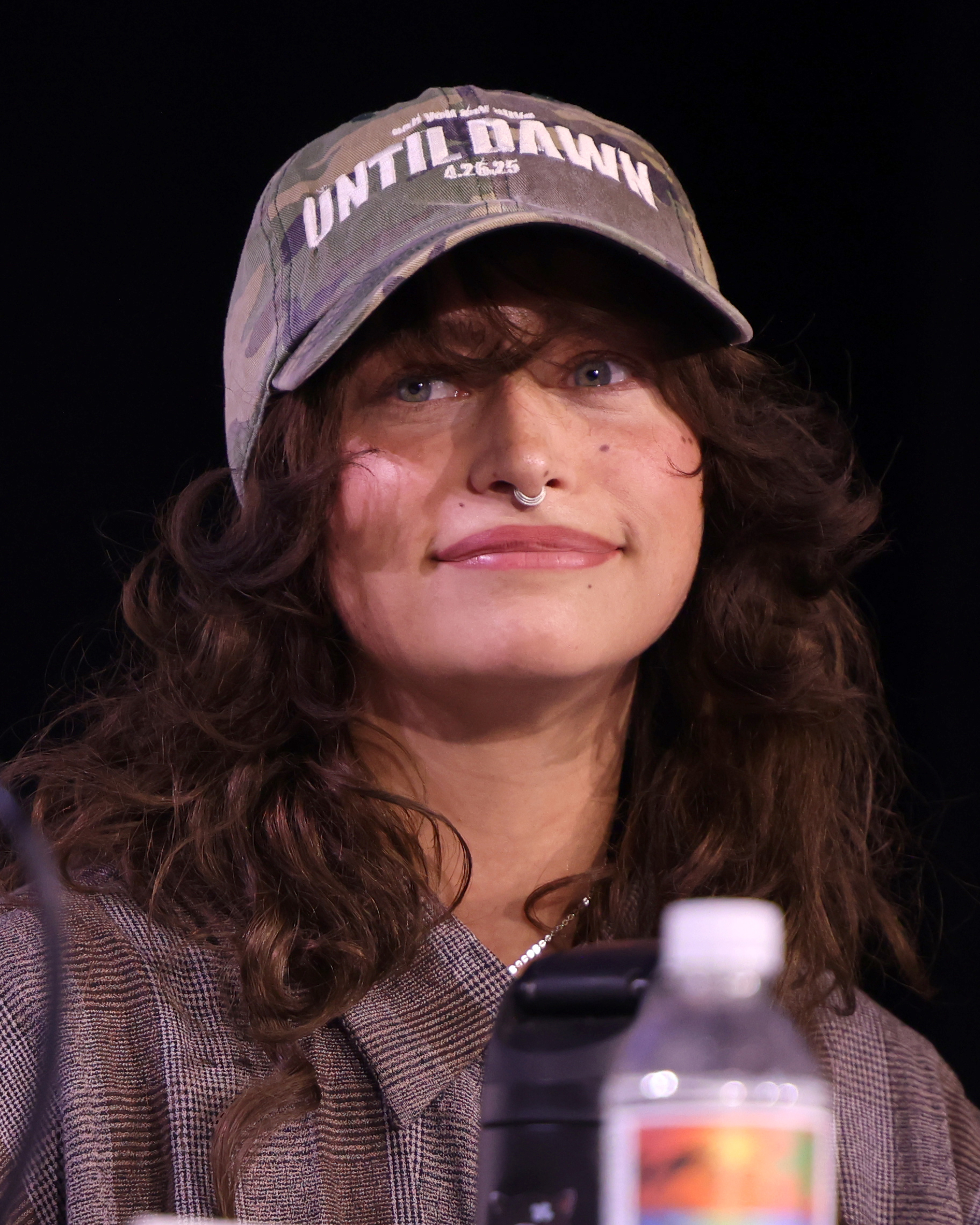
Odessa A’zion (* 2000)

- Aziri, Florent (* 1988), deutsch-kosovarischer Fußballspieler
- Aziru, Fürst von Amurru
- Azis (* 1978), bulgarischer Sänger des Tschalga
- Azis, John Kenedy (* 1959), indonesischer Politiker, Rechtsanwalt und Bankmanager
- Aziz, Sängersklavin
- Aziz Ghazi, Abdul (* 1960), pakistanischer Prediger
- Aziz Khan, Sardar Mohammed († 1933), afghanischer Diplomat
- Aziz Muhammad, al- (1213–1236), Ayyubide, Emir von Aleppo
- Aziz Tamoyan (1933–2021), Präsident der Yezidi National Union
- Aziz, Abdu l-Wahid (1931–1982), irakischer Gewichtheber
- Aziz, Abdul (* 1924), pakistanischer Sprinter
- Aziz, Abdul Kadir (1923–2016), afghanischer Mathematiker
- ʿAzīz, al- (955–996), fünfter Kalif der Fatimiden (975–996)
- Aziz, Aly Abdel (* 1947), ägyptischer Squashspieler
- Aziz, Badr Abdel (* 1980), schwedischer Squashspieler
- Aziz, Bilal (* 1985), türkischer Fußballspieler
- Aziz, Chalid (* 1981), saudi-arabischer Fußballspieler
- Aziz, Cheb (1968–1996), algerischer Raï-Sänger
- Aziz, Farooq (* 1978), pakistanischer Fußballspieler
- Aziz, Joseph (* 1974), ghanaischer Fußballspieler
- Aziz, Kâmran (1922–2017), türkisch-zyprische Musikerin und Apothekerin
- Aziz, Mehmet (1893–1991), türkisch-zyprischer Arzt, Knight Grand Cross, Bekämpfer der Malaria
- Aziz, Namo (* 1958), kurdischer Journalist und Essayist irakischer Herkunft
- Aziz, Omar Abdel (* 1983), ägyptischer Squashspieler
- Aziz, Oumaima (* 2001), marokkanische Tennisspielerin
- Aziz, Serdar (* 1990), türkischer Fußballspieler
- Aziz, Shaukat (* 1949), pakistanischer Politiker
- Aziz, Tariq (1936–2015), irakischer Politiker, Außenminister und Vizepremierminister des IrakTariq Aziz (1936–2015)

Tariq Aziz (1936–2015)

- Aziz, Tariq (* 1938), pakistanischer Hockeyspieler
- Aziz, Zeti Akhtar (* 1947), malaysische Managerin
- Aziza A. (* 1971), deutsche Rapperin, Schauspielerin und Moderatorin
- Aziza bint al-Ghitrif, Ehefrau des Kalifen Harun al-Raschid
- Əzizbəyov, Məşədi (1876–1918), aserbaidschanischer Politiker
- Azize, Elizabete (* 1940), brasilianische Politikerin
- Azizi, Alireza (1949–2021), iranischer Fußballspieler
- Azizi, Anthony (* 1973), US-amerikanischer Schauspieler
- Azizi, Chodadad (* 1971), iranischer Fußballspieler
- Azizi, Jana (* 1989), deutsche FernsehmoderatorinJana Azizi (* 1989)

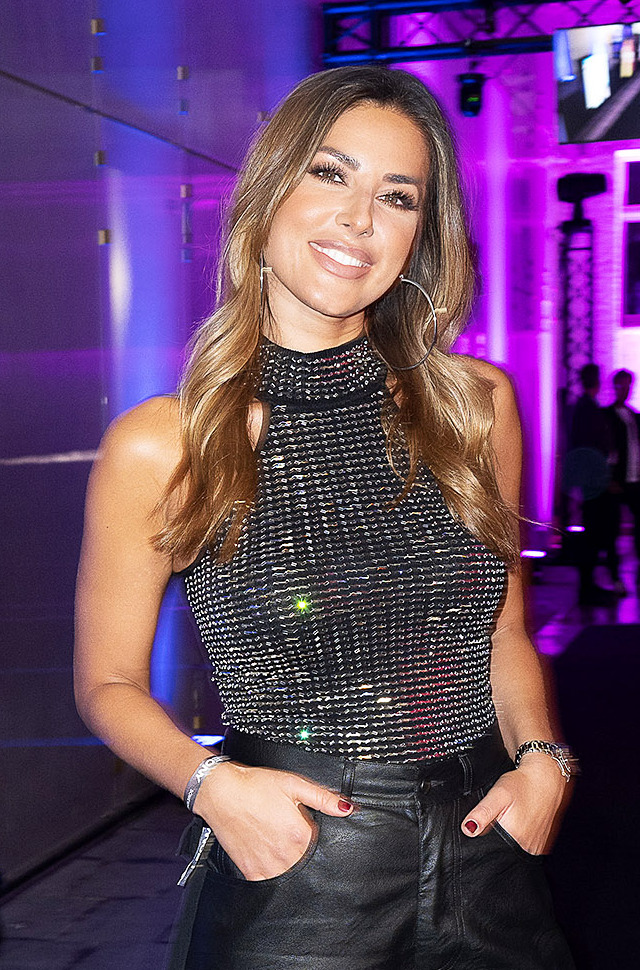
Jana Azizi (* 1989)

- Azizi, Josef (* 1948), österreichischer Jurist und Richter am Gericht der Europäischen Union
- Azizi, Massoud (* 1985), afghanischer Leichtathlet
- Azizi, Mimoun (* 1972), deutscher Schriftsteller, Referent, Politikwissenschaftler, Neurologe sowie Psychiater
- Azizi, Mohammad Aqbal, afghanischer Politiker
- Azizi, Nina (* 1974), deutsche Schauspielerin und Moderatorin mit iranischen Wurzeln
- Azizi, Ovays (* 1992), afghanischer Fußballspieler
- Azizi, Pakhshan (* 1984), kurdisch-iranische Menschenrechtsaktivistin
- Əzizi, Səypidin (1915–2003), erster Vorsitzender des Uigurischen Autonomen Gebiets Xinjiang der Volksrepublik ChinaSəypidin Əzizi (1915–2003)

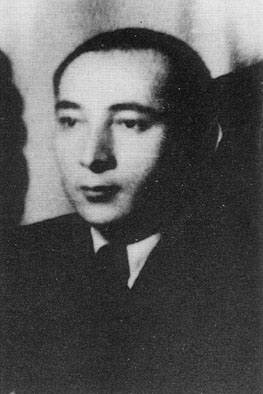
Səypidin Əzizi (1915–2003)

- Azizi, Zied (* 1991), tunesischer Hürdenläufer
- Azizli, Eldaniz (* 1992), aserbaidschanischer Ringer
- Azizos († 54), Fürst von Emesa
- Azizov, Azad (* 1983), aserbaidschanischer Boxsportler
- Əzizov, Emin (* 1984), aserbaidschanischer Ringer
- Əzizov, İbrahim (* 1947), aserbaidschanischer Biologe
- Əzizov, Ramin (* 1988), aserbaidschanischer Taekwondoin
- Əzizova, Fəridə (* 1995), aserbaidschanische Taekwondoin
- Azizsir, Ramsin (* 1991), deutscher Ringer

### Azk
- Azkarate, Miren (* 1955), spanische Politikerin, baskische Philologin und Hochschullehrerin
- Azkargorta, Xabier (* 1953), spanischer Fußballspieler und Trainer
- Azkue Saizar, Jon (* 1994), spanischer Handballspieler
- Azkue, Resurrección María de (1864–1951), baskischer Philologe, Musikwissenschaftler, Komponist und römisch-katholischer Priester
- Azkuna, Iñaki (1943–2014), spanischer Radiologe, Politiker (Baskische Nationalistische Partei), Bürgermeister von Bilbao

### Azl
- Azlan Shah (1928–2014), neunter König von Malaysia
- Azlynn, Valerie (* 1980), US-amerikanische SchauspielerinValerie Azlynn (* 1980)

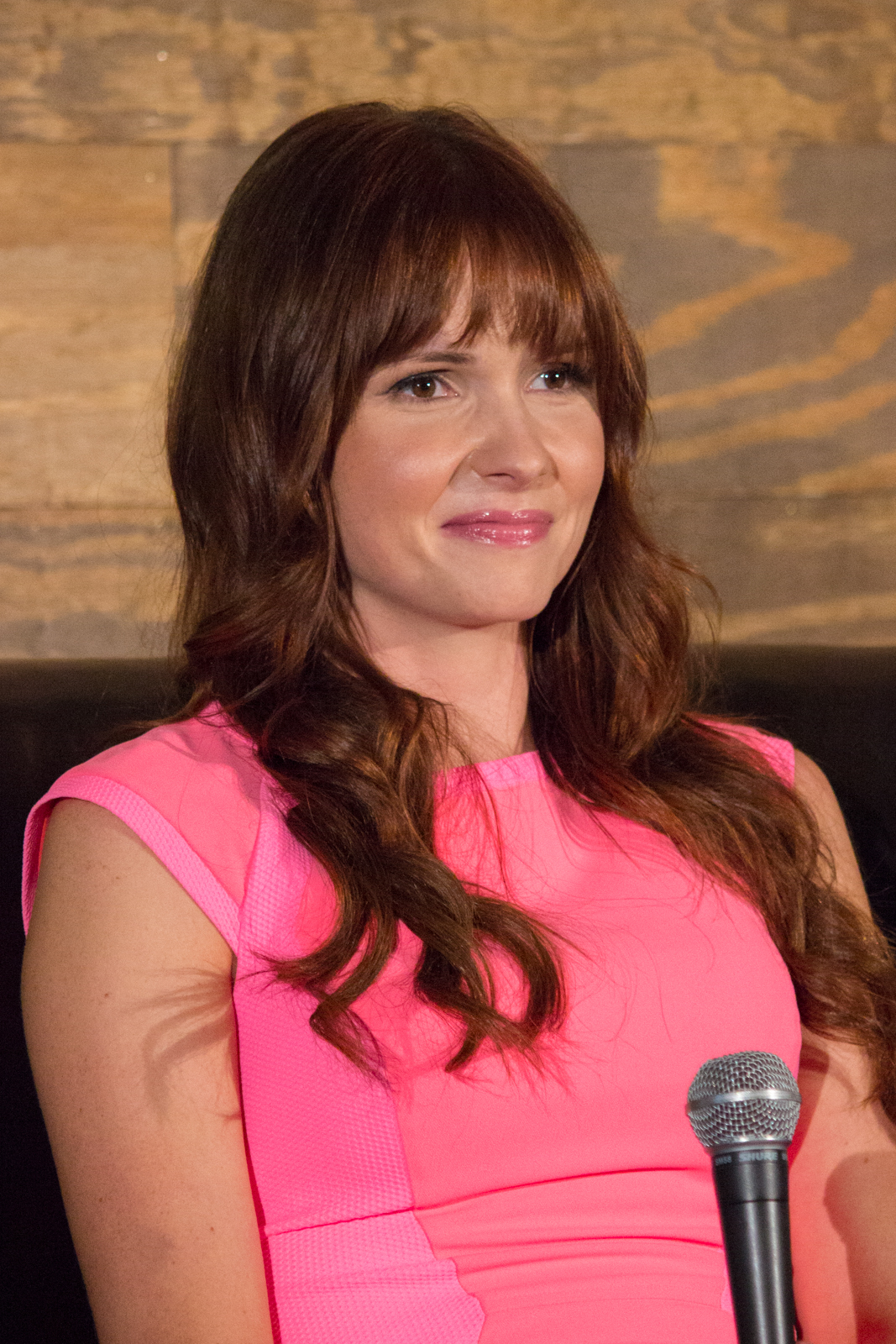
Valerie Azlynn (* 1980)

### Azm
- Azm, Chalid al- (1903–1965), syrischer Politiker
- Azm, Haqqi al- (1864–1955), syrischer Ministerpräsident und Gouverneur
- ʿAzm, Rafīq Bey al- (1865–1925), syrischer Historiker
- Azm, Sadiq al- (1934–2016), syrischer Denker und Philosoph
- Azma, Yusuf al- (1883–1920), syrischer Verteidigungsminister und Stabschef
- Azman, Aifa (* 2001), malaysische Squashspielerin
- Azman, Aira (* 2004), malaysische Squashspielerin
- Azman, Akmal (* 2000), singapurischer Fußballspieler
- Azman, Akram (* 2000), singapurischer Fußballspieler
- Azman, Danish Irfan (* 1999), singapurischer Fußballspieler
- Azman, Naufal (* 1998), singapurischer Fußballspieler
- Azman, Syarifuddin (* 2001), malaysischer Motorradrennfahrer
- Azmani, Malik (* 1976), niederländischer Politiker und ehemaliger Rechtsanwalt und Beamter
- Azmat, Ajaz (* 1978), pakistanischer Squashspieler
- Azmat, Ghazala (1979–2025), Ökonomin und Hochschullehrerin
- Azmayesh, Seyed Mostafa (* 1952), iranischer Religionswissenschaftler
- Azmeer, Mohamed (* 1982), sri-lankischer Fußballspieler
- Azmeh, Kinan (* 1976), syrischer Musiker und Komponist
- Azmi, Cemal (1868–1922), Massenmörder im Völkermord an den Armeniern
- Azmi, Shabana (* 1950), indische Filmschauspielerin und SozialaktivistinShabana Azmi (* 1950)

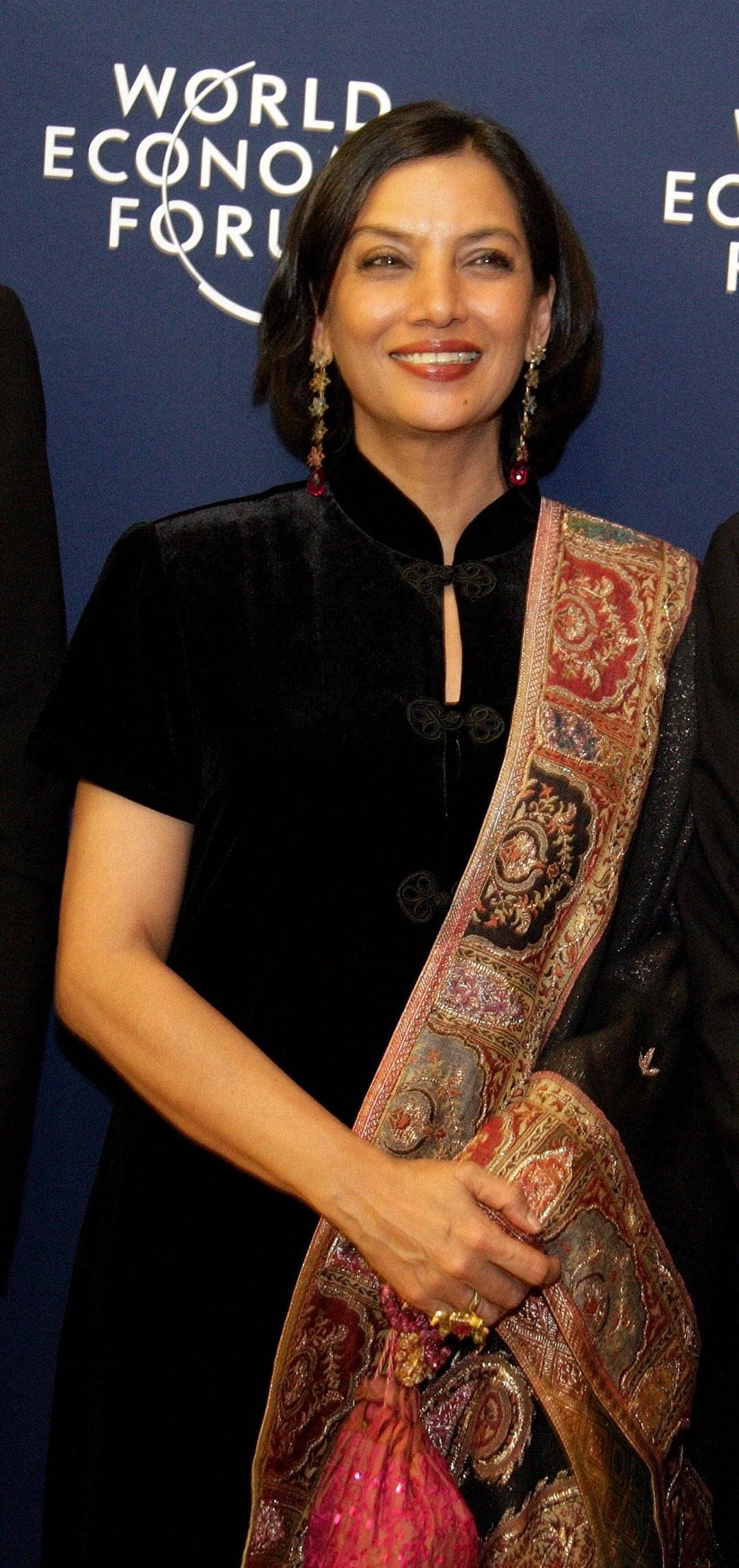
Shabana Azmi (* 1950)

- Azmoun, Sardar (* 1995), iranischer Fußballspieler
- Azmy, Amir (* 1983), ägyptischer Fußballspieler

### Azn
- Aznar Cabañas, Juan Bautista (1860–1933), Ministerpräsident von Spanien und Admiral
- Aznar González, Blas (1903–1987), spanischer Gerichtsmediziner
- Aznar I. Galíndez, Graf von Aragón, Cerdanya und Urgell
- Aznar II. Galíndez, Graf von Aragón
- Aznar Sánchez († 836), Graf der Gascogne
- Aznar, David (* 1980), spanischer Fußballtrainer
- Aznar, Emmanuel (1915–1970), algerisch-französischer Fußballspieler
- Aznar, José María (* 1953), spanischer Politiker, Ministerpräsident (1996–2004)
- Aznar, Pedro (* 1959), argentinischer Rock- und Fusionmusiker (Bassgitarre, Gitarre, Gesang, Komposition)
- Aznárez Cobo, Juan Antonio (* 1961), spanischer Geistlicher, römisch-katholischer Militärerzbischof von Spanien
- Aznaurov, İsgəndər (1956–1993), aserbaidschanischer Offizier
- Aznavor, Hovsep (1854–1935), armenischer Architekt und Baumeister
- Aznavour, Charles (1924–2018), armenisch-französischer Chansonnier, Liedtexter, Komponist und FilmschauspielerCharles Aznavour (1924–2018)

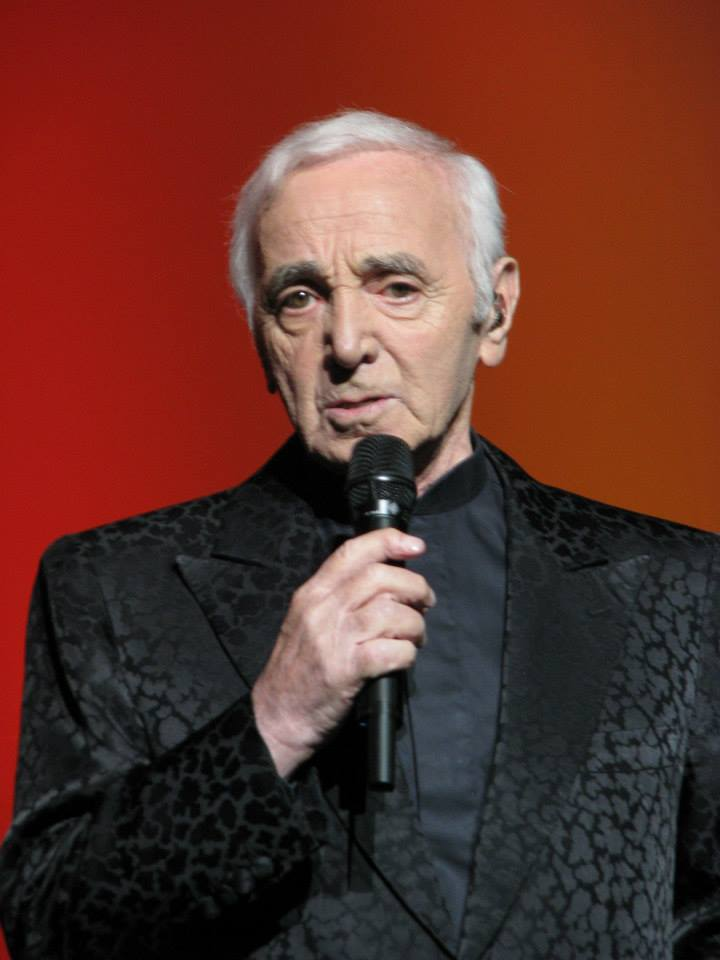
Charles Aznavour (1924–2018)

- Aznavour, Seda (* 1947), französische Sängerin und Schauspielerin armenischer Abstammung
- Ažnoh, Rok (* 2002), slowenischer Skirennläufer
- Aznou, Adam (* 2006), marokkanisch-spanischer Fußballspieler

### Azo
- Azo, Herrscher von Kartlien
- Azo († 1220), Jurist und Glossator
- Azócar, Diego (* 1988), argentinischer Biathlet
- Azócar, Guillermo (* 1946), chilenischer Fußballspieler
- Azócar, Iván (1939–2012), chilenischer Fußballspieler
- Azócar, Rubén (1901–1965), chilenischer Dichter und Romanautor
- Azod al Molk, Ali Reza Khan (1822–1910), iranischer Politiker
- Azodiro, Chidera (* 2004), deutscher Basketballspieler
- Azofeifa, Randall (* 1984), costa-ricanischer Fußballspieler
- Azogue, Pedro (* 1994), bolivianischer Fußballspieler
- Azón, Sandra (* 1973), spanische Seglerin
- Azone, Christoph (* 1967), deutscher Hörfunk- und Bühnenmoderator, Journalist und Autor
- Azopardi, Francesco (1748–1809), maltesischer Komponist, Organist, Musikpädagoge und Musiktheoretiker
- Azor, griechisch-osmanischer Kapitän (Reis) und Seeräuber
- Azorín, Eloy (* 1977), spanischer SchauspielerEloy Azorín (* 1977)

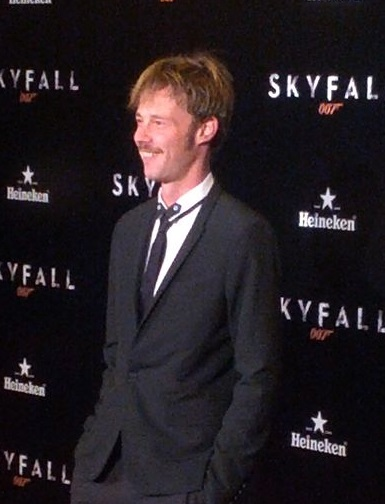
Eloy Azorín (* 1977)

- Azorín, Francisco (1885–1975), spanischer Architekt
- Azou, Jérémie (* 1989), französischer Ruderer
- Azough, Naïma (* 1972), niederländische Politikerin
- Azougoui, Sylvain (1983–2014), togolesisch-beninischer Fußballspieler
- Azoulai, Nathalie (* 1966), französische Schriftstellerin
- Azoulay, André (* 1941), marokkanischer Berater des Königs von Marokko, Mohammed VI
- Azoulay, Audrey (* 1972), französische Beamtin und ehemalige KulturministerinAudrey Azoulay (* 1972)

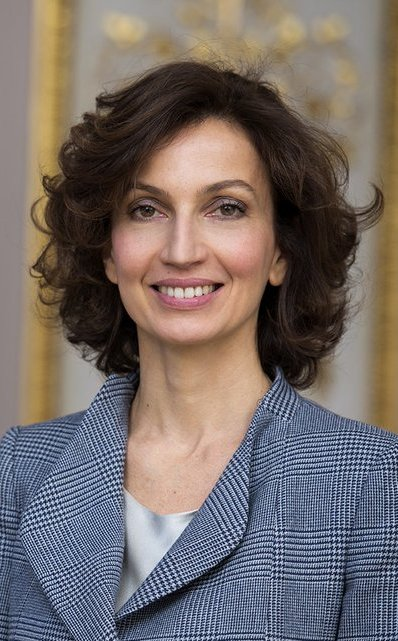
Audrey Azoulay (* 1972)

- Azoulay, Ethane (* 2002), israelisch-französischer Fußballspieler
- Azoulay, Isabelle (* 1961), französische Schriftstellerin, Philosophin und Soziologin
- Azoulay, Jean-Luc (* 1947), französischer Drehbuchautor, Komponist und Fernsehproduzent
- Azoury, Negib († 1916), libanesischer Publizist, Antisemit und politischer Aktivist
- Azova, Maria (* 1983), usbekische klassische Violinistin

### Azp
- Azparren, Xabier Mikel (* 1999), spanischer Radrennfahrer
- Azpeitia Palomar, Manuel (1862–1935), mexikanischer römisch-katholischer Geistlicher und Bischof von Tepic
- Azpiazú, Don (1893–1943), kubanischer Bandleader
- Azpilcueta, Martin de (1492–1586), spanischer Theologe, Kirchenjurist und Ökonom
- Azpilicueta, César (* 1989), spanischer Fußballspieler
- Azpiri, Antonio (1911–1982), mexikanischer Fußballspieler
- Azpiroz Costa, Carlos (* 1956), argentinischer Geistlicher, ehemaliger Generalsuperior der Dominikaner, Erzbischof von Bahía Blanca

### Azr
- Azra (* 1974), deutsch-türkischer Rapper
- Azran, Yosef (1941–2010), israelischer Rabbiner und Politiker
- Azraqī, al- († 837), Historiker und Verfasser des ältesten erhaltenen Werkes über die Stadt Mekka
- Azria, Max (1949–2019), tunesisch-amerikanischer Modeschöpfer und Mode-Unternehmer
- Azriel von Gerona (* 1160), spanischer Rabbiner, Kabbalist
- Azrieli, Avraham (* 1962), israelisch-amerikanischer Schriftsteller
- Azrieli, David (1922–2014), israelisch-kanadischer Architekt, Unternehmer und Philanthrop
- Azrijau, König eines syrischen Stadtstaates

### Azu
- Azu, Jeremiah (* 2001), britischer Leichtathlet
- Azúa, Félix de (* 1944), spanischer Schriftsteller
- Azúa, Juan (1938–2006), chilenischer Dirigent
- Azuaje Ayala, José Luis (* 1957), venezolanischer Geistlicher, römisch-katholischer Erzbischof von Maracaibo
- Azuaje Pérez, Cástor Oswaldo (1951–2021), venezolanischer Ordensgeistlicher, römisch-katholischer Bischof von Trujillo
- Azuara, Juan Manuel (* 1957), mexikanischer Fußballspieler
- Ažubalis, Audronius (* 1958), litauischer Journalist und Politiker
- Ažubalytė, Rima (* 1974), litauische Juristin, Rechtswissenschaftlerin, Professorin für Strafverfahrensrecht
- Azubel, Ben (* 1993), israelischer Fußballspieler
- Azubuike, Kelenna (* 1983), britischer Basketballspieler
- Azubuike, Okechukwu Godson (* 1997), nigerianischer Fußballspieler
- Azubuike, Udoka (* 1999), nigerianischer Basketballspieler
- Azuela, Mariano (1873–1952), mexikanischer Schriftsteller
- Azuelos, Lisa (* 1965), französische Filmregisseurin, Drehbuchautorin und SchriftstellerinLisa Azuelos (* 1965)

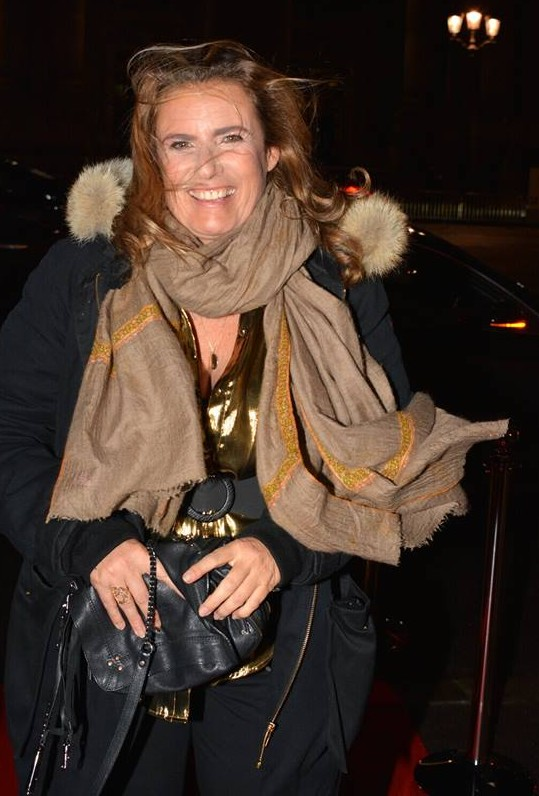
Lisa Azuelos (* 1965)

- Azuero, Doménica (* 1996), ecuadorianische Radrennfahrerin
- Azuka, Izu (* 1989), nigerianischer Fußballspieler
- Azulai, Chaim Joseph David (1724–1806), jüdischer Gelehrter, Kabbalist und Bibliograph
- Azulai, David (1954–2018), israelischer Politiker
- Azulai, Yinon (* 1979), israelischer Politiker
- Azulay, Daniel (1947–2020), brasilianischer Comiczeichner, Moderator und Maler
- Azulay, Kim Or (* 2002), israelische Schauspielerin
- Azulay, Yossi (* 1977), israelischer Sänger orientalischer Musik
- Azuma, Atsuko (1936–1999), japanische Sopranistin
- Azuma, Cristina (* 1964), brasilianische Gitarristin, Komponistin, Musikpädagogin und Musikwissenschaftlerin
- Azuma, Hideo (1950–2019), japanischer Manga-Zeichner
- Azuma, Hiroki (* 1966), japanischer Fußballspieler
- Azuma, Hiroki (* 1971), japanischer Kulturkritiker
- Azuma, Hiromasa (* 1977), japanischer Fußballspieler
- Azuma, Hiroshi (* 1987), japanischer Fußballspieler
- Azuma, Kenjirō (1926–2016), japanischer Bildhauer
- Azuma, Kiyohiko (* 1968), japanischer Manga-Zeichner
- Azuma, Makoto (* 1976), japanischer Installationskünstler
- Azuma, Masao (* 1971), japanischer Motorradrennfahrer
- Azuma, Mayumi (* 1975), japanische Mangaka
- Azuma, Ryōtarō (1893–1983), japanischer Mediziner und Politiker
- Azuma, Shōzō (* 1951), japanischer Politiker
- Azuma, Tokuho (1909–1998), japanische Tänzerin
- Azuma, Yutaka (* 1967), japanischer Fußballspieler
- Azumah, Jerry (* 1977), US-amerikanischer American-Football-Spieler
- Azumaya, Gorō (1920–2010), japanischer Mathematiker
- Azumi, Jun (* 1962), japanischer Politiker
- Azumi, Shirō, japanischer Fußballspieler
- Azuna, Riko (* 1993), japanische Popsängerin
- Azuni, Domenico Alberto (1749–1827), italienischer Geschichtsforscher und Rechtsgelehrter
- Ąžuolas, Valius (* 1979), litauischer Politiker und Landbauer, Mitglied des Seimas
- Azurara, Gomes Eanes de († 1474), portugiesischer Historiker
- Azurduy de Padilla, Juana († 1862), lateinamerikanische Freiheitskämpferin
- Azurmendi, Clara (* 1998), spanische Badmintonspielerin
- Azurmendi, Joxe (1941–2025), baskischer Schriftsteller, Philosoph, Essayist und DichterJoxe Azurmendi (1941–2025)

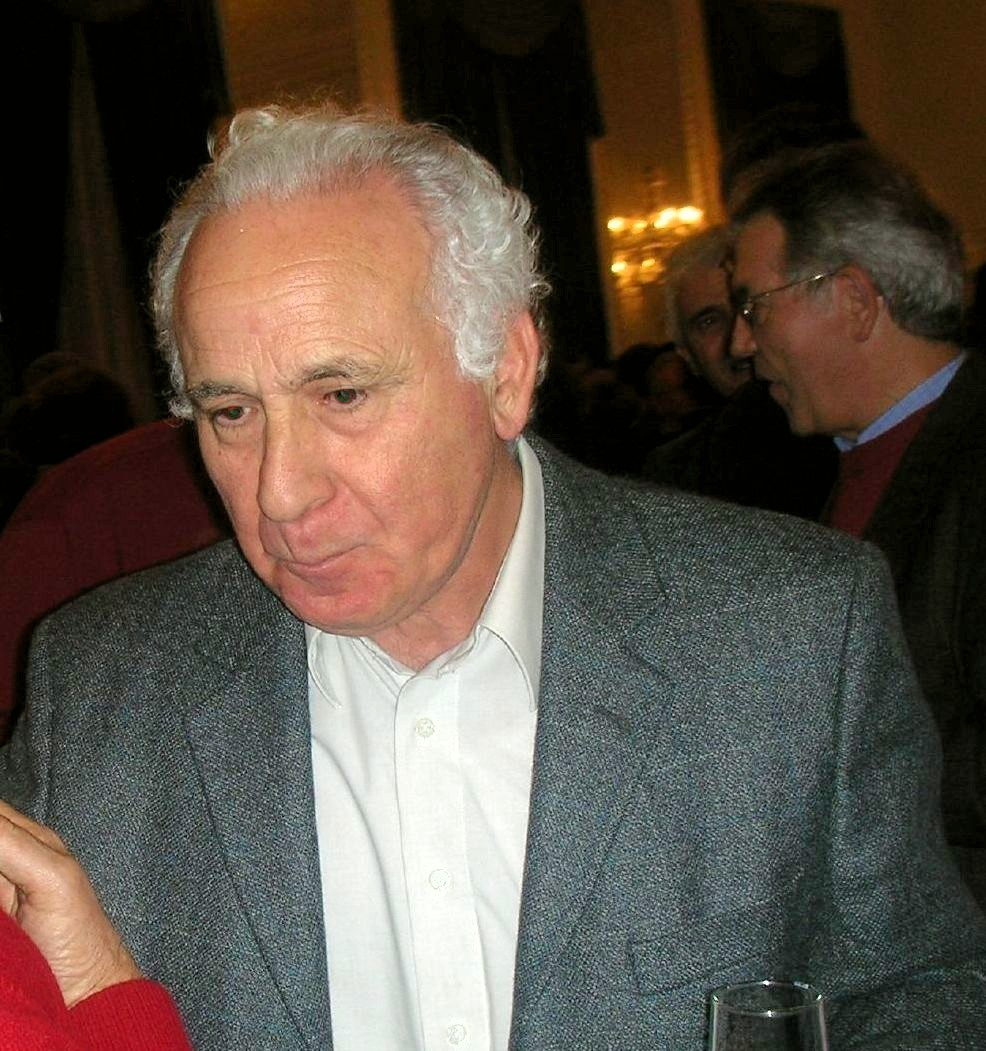
Joxe Azurmendi (1941–2025)

- Azuzum, König von Ešnunna

### Azw
- Azwanger, Anton (1887–1949), österreichischer Politiker (SPÖ), Landtagsabgeordneter

### Azz
- Azzaiolo, Filippo, italienischer Sänger und Komponist
- Azzam, Abdallah Yusuf (1941–1989), palästinensischer islamistischer Ideologe, Vordenker von al-Qaida und Mentor von Osama bin Laden
- Azzam, Abdel Rahman (1893–1976), ägyptischer Politiker und Diplomat, Generalsekretär der Arabischen Liga (1945–1952)
- Azzam, Bob (1925–2004), ägyptischer Musiker
- Azzam, Samira (1927–1967), palästinensische Autorin
- Azzam, Suhail (* 1983), jordanischer Skirennläufer
- Azzan ibn Qais († 1871), Sultan und Imam von Maskat und Oman
- Azzaoui, Ismail (* 1998), belgischer Fußballspieler
- Azzara, Candice (* 1945), US-amerikanische Schauspielerin
- Azzarello, Brian (* 1962), US-amerikanischer Comicautor
- Azzariti, Gaetano (1881–1961), italienischer Jurist und Politiker
- Azzaro, Erminio (* 1948), italienischer Leichtathlet
- Azzaro, Leonardo (* 1978), italienischer Tennisspieler
- Azzaro, Loris (1933–2003), französischer Modeschöpfer und Parfümeur
- Azzaro, Pierluca (* 1970), italienischer Historiker
- Azzato, Mayk (* 1968), italienischer Fotokünstler
- Azzawi, Fadhil al- (* 1940), irakischer Schriftsteller
- Azzazi, Sélim (* 1975), französischer Soundeditor, Filmproduzent und Filmregisseur
- Azzeddine, Saphia (* 1979), französisch-marokkanische Schriftstellerin und Journalistin
- Azzedine, Rachid (* 1982), französischer Boxsportler
- Azzellini, Dario (* 1967), italienischstämmiger Politikwissenschaftler, Soziologe und Autor
- Azzerman, Isaías (1912–1983), chilenischer Fußballspieler
- Azzi Memo (* 1994), deutscher Rapper
- Azzi, Abdel-Halim (* 1958), algerischer Tennisspieler
- Azzi, Christian (1926–2020), französischer Jazzmusiker (Piano)
- Azzi, Georges (* 1984), libanesischer Menschenrechtler, Executive Director von Helem
- Azzido Da Bass (* 1971), deutscher DJ
- Azzigotti, Luciano (* 1975), argentinischer Komponist
- Azzimani, Samir (* 1977), marokkanischer Skirennläufer und Skilangläufer
- Azzini, Carlo (1935–2020), italienischer Radrennfahrer
- Azzini, Ernesto (1885–1923), italienischer Radrennfahrer
- Azzini, Giuseppe (1891–1925), italienischer Radrennfahrer
- Azzizi-Kettab, Yasmina (* 1966), algerische Leichtathletin
- Azzo VII. d’Este († 1264), Markgraf und Signore von Ferrara
- Azzo von Gobatsburg, Stammvater der Kuenringer
- Azzola, Axel (1937–2007), deutscher Jurist
- Azzola, Friedrich Karl (1931–2014), deutscher Chemiker und Historiker
- Azzola, Leonardo (* 1959), deutscher Eiskunstläufer
- Azzola, Marcel (1927–2019), französischer Akkordeonist
- Azzola, Michela (* 1991), italienische Skirennläuferin
- Azzolina, Lucia (* 1982), italienische Politikerin und Lehrerin
- Azzolina, Philip Joseph (1890–1970), US-amerikanischer Hornist, Militärkapellmeister und Komponist italienischer Herkunft
- Azzolini, Decio der Ältere (1549–1587), italienischer Kardinal der Römischen Kirche
- Azzolini, Decio der Jüngere (1623–1689), Kardinal der Römischen Kirche
- Azzolini, Giorgio (1928–2024), italienischer Jazzmusiker (Kontrabass, Komposition)
- Azzolini, Sergio (* 1967), italienischer Fagottist
- Azzolino, Giovanni Bernardino († 1645), süditalienischer Maler
- Azzoni Avogaro, Rambaldo degli (1719–1790), italienischer Ordensgeistlicher, Heimatforscher und Numismatiker
- Azzoni, Annalisa (* 1964), US-amerikanische Hochschullehrerin mit italienischen Wurzeln
- Azzoni, Giulio (1881–1962), italienischer Pianist, Herausgeber, Musikkritiker und Musikschriftsteller
- Azzoni, Italo (1853–1935), italienischer Komponist, Pianist, Dirigent und Musikpädagoge
- Azzopardi, Claire (* 1999), maltesische Weitspringerin
- Azzopardi, Clare (* 1977), maltesische Autorin
- Azzopardi, Domenique (* 1995), maltesische Sängerin
- Azzopardi, Emmanuel, maltesischer Fußballspieler
- Azzopardi, Esther (* 1981), maltesische Fußballschiedsrichterin
- Azzopardi, Franck (* 1970), französischer Fußballspieler und -trainer
- Azzopardi, Ian (* 1982), maltesischer Fußballspieler
- Azzopardi, Jason (* 1971), maltesischer Politiker, MdEP
- Azzopardi, Joshua (* 1999), australischer Sprinter
- Azzopardi, Trezza (* 1961), britische Schriftstellerin
- Azzouni, Jody (* 1954), US-amerikanischer Philosoph
- Azzouzi, Anouar El (* 2001), niederländisch-marokkanischer Fußballspieler
- Azzouzi, Rachid (* 1971), marokkanischer FußballspielerRachid Azzouzi (* 1971)

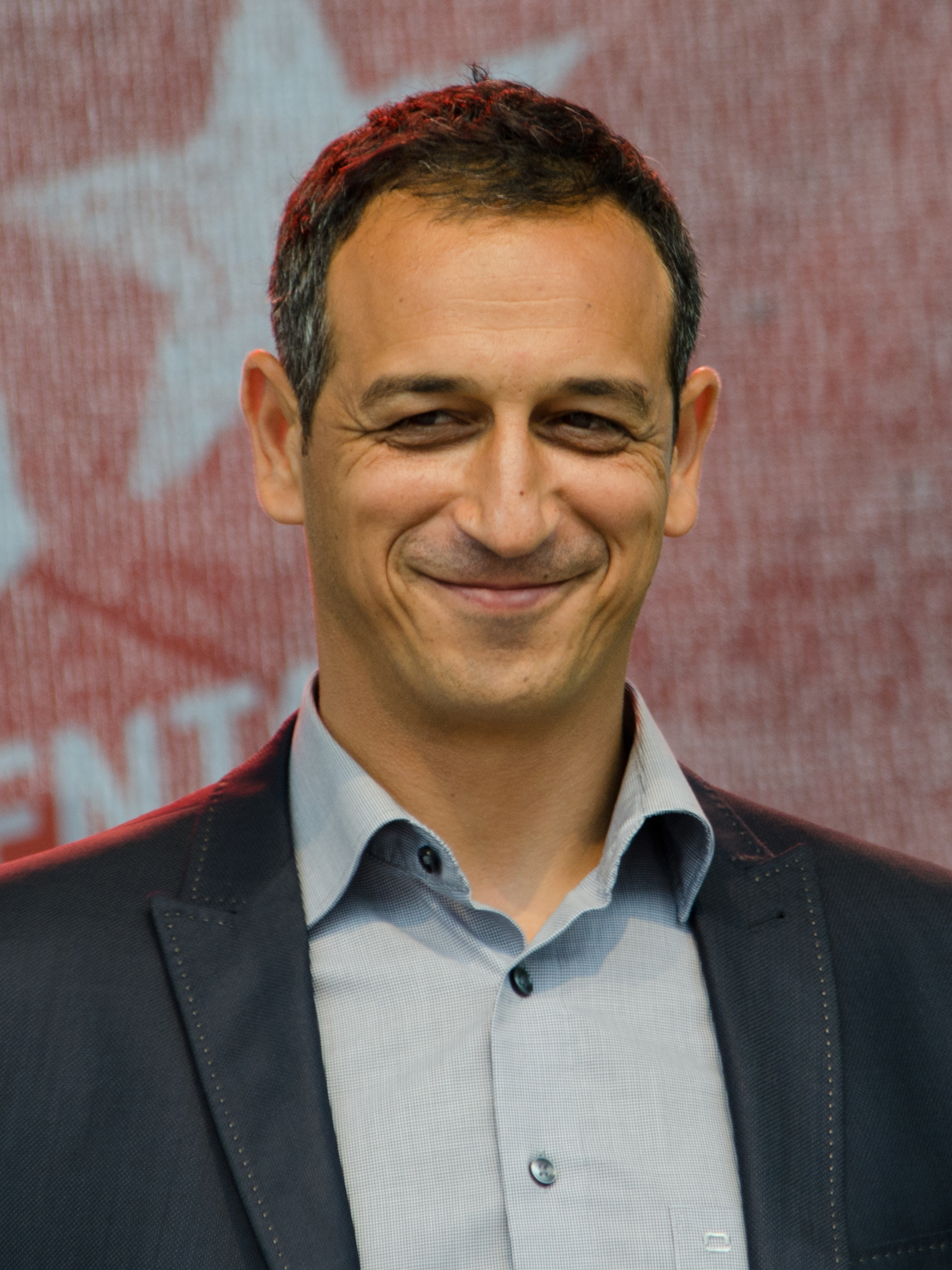
Rachid Azzouzi (* 1971)

- Azzuro, Fanny (* 1986), französische Pianistin